# Control de Marionetas Digitales

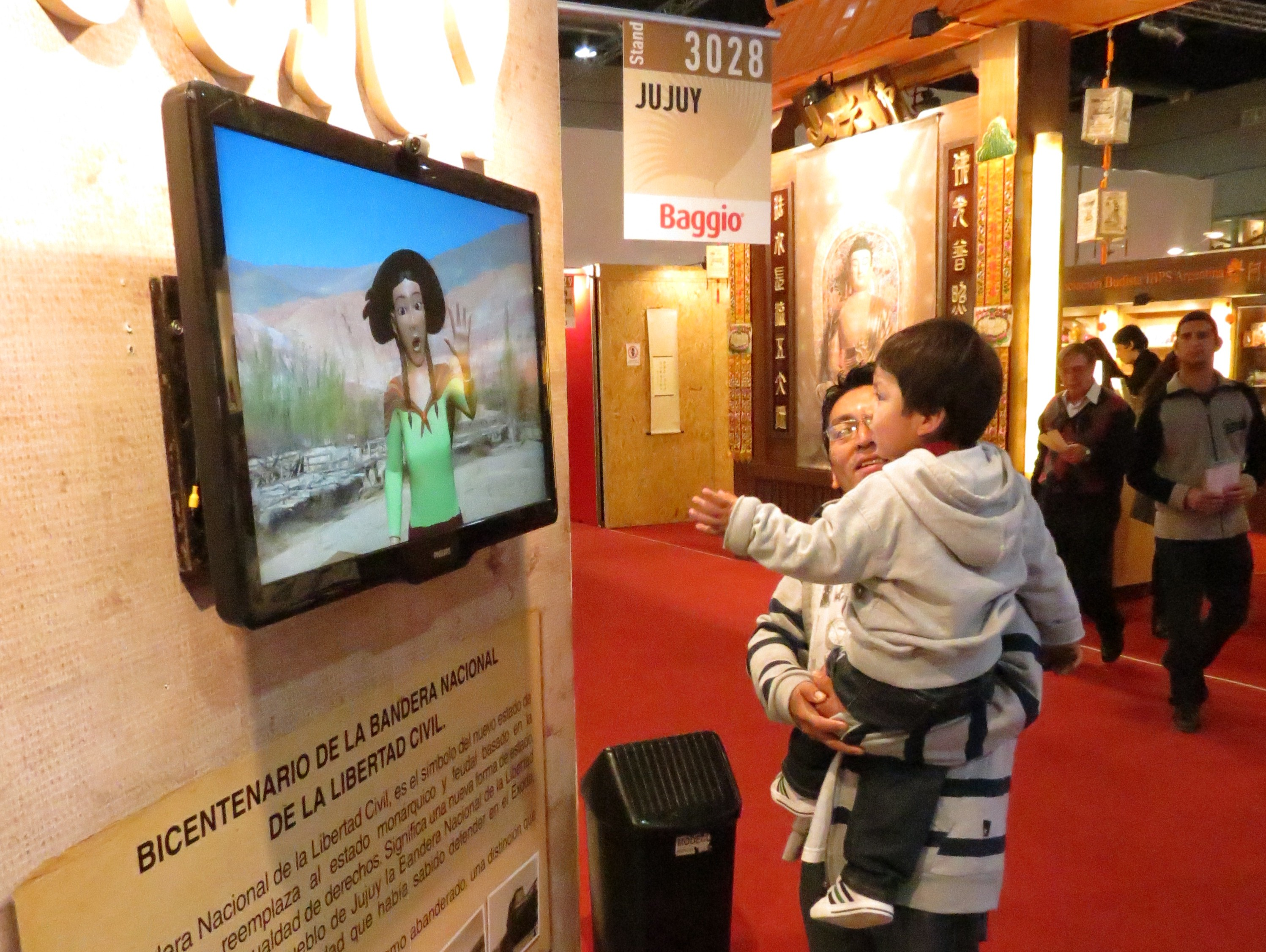
Juana, de Mario Mey.

El Control de Marionetas Digitales (en inglés, Digital Puppetry) es el manejo interactivo de personajes virtuales en 3D o 2D, que son procesados en tiempo real por un computador. Este sistema puede ser usado tanto con propósitos educativos como de entretenimiento. Se utiliza ampliamente en televisión para la animación de manera sencilla de personajes en 3D, en el cine para la recreación de movimientos realistas de personajes virtuales y en espacios de esparcimiento. En algunas ocasiones, el Control de Marionetas Digitales está relacionado con técnicas de captura de movimiento. 

## Historia

### Primeros años
En la década de 1960, Lee Harrison III, inventó una técnica para el control de personajes animados en tiempo real. Este primer sistema hacía uso de controles electrónicos tales como diales y deslizadores para la animación de los personajes. Posteriormente, desarrolló una versión comercial, el Scanimate, con la que ganó el Premio de la Academia Nacional de las Artes y Ciencias de la Televisión en 1972. Desde finales de los 60 hasta principios de los 80, la mayoría de los logotipos de las cadenas de televisión estadounidenses se hicieron con este sistema.

### Waldo C. Graphic
En 1988, la empresa Pacific Data Images (PDI), creó el primer personaje controlado por un computador en tiempo real en un  producción televisiva. Diseñaron a Waldo C. Graphic para el programa The Muppets de Jim Henson, conocido en España como Los Teleñecos.

### Mat el Fantasma
En 1991, en Francia, la empresa Medialab inició la producción de Mat el Fantasma, un programa de  
cinco minutos de duración que se emitía diariamente, y que era grabado en tan solo una sesión semanal.

### Gollum
El desarrollo de los sistemas de captura de movimiento y de la capacidad de procesamiento gráfico de los computadores, permitió alcanzar altas cotas de realismo. Prueba de ello, es el personaje de Gollum, que aparece en la adaptación cinematográfica de Peter Jackson de El Señor de los Anillos de J.R.R. Tolkien. En este caso, la animación graba en tiempo real, aunque después se realizó un proceso de postproducción.

### Parques temáticos Disney
Walt Disney Imagineering también ha sido un importante innovador en el campo de las marionetas digitales, desarrollando nuevas tecnologías para permitir a los visitantes de los parques temáticos de Disney, interactuar con algunos de los personajes animados famosos de la compañía. En el 2004, usaron técnicas de marionetas digitales para crear al espectáculo "Turtle Talk with Crush" en Epcot y Disney California Adventure. En este espectáculo, un marionetista oculto controla y dobla la voz de Crush, la tranquila tortuga de Buscando a Nemo, en una gran pantalla de retroproyección. Crush aparece para la audiencia como si estuviese nadando dentro de un acuario y entable conversaciones reales con los invitados del parque.
Disney Imagineering continuó usando marionetas digitales con "Monsters, Inc. Laugh Floor", una nueva atracción en Tomorrowland en Walt Disney World's Magic Kingdom, el cual abrió en la primavera del 2007. Los invitados entraban temporalmente en el "mundo monstruo" presentado en la película de Disney y Pixar del 2001, Monsters, Inc., donde son entretenidos por Mike Wazowski y otro comediante-monstruo que intentan capturar la risa de la audiencia, para convertirla en energía. Al igual que "Turtle Talk", las marionetas interactúan con los invitados en tiempo real, como un comediante real lo haría con su audiencia.
Disney, también usa técnicas de marionetas digitales en Stitch Encounter, que abrió en el 2006 en el parque Hong Kong Disneyland. Disney tiene otra versión del mismo, en Disneyland Resort Paris, llamado "Stitch Live!".

### Pinokio 3D

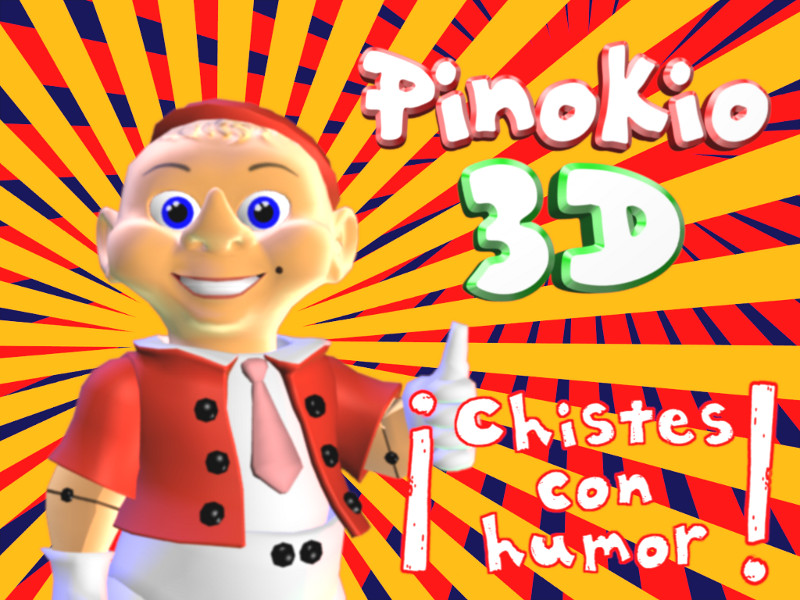
Pinokio 3D, de Mario Mey

Mario Mey, un artista circense argentino creó, en el 2011, a "Pinokio 3D, el Primer Payaso Virtual del Mundo". Nace como un número de 15 minutos, en la 11.ª Convención Argentina de Circo, Payasos y Espectáculos Callejeros, para una audiencia de, aproximadamente, 1000 artistas de circo. También es presentado en la 2.ª Che!Blender, un congreso de usuarios de Blender.  Posteriormente, el artista crea "El Circo 3D de Mario Mey & Pinokio" y lo introduce en sus espectáculos unipersonales "¡Soy un ÉSSSITO... 3D!" y "¡Sssagerado... 3D!", transformándose en su partener virtual.

## Tipos de Control de las Marionetas Digitales
Los tipos de control de los personajes digitales están asociados a los distintos dispositivos de entrada o sistemas de captura de movimiento.

### Dispositivos de entrada simple (Joystick, Tableta, etc)
Algunos tipos de Marionetas Digitales no necesitan de sensores de ningún tipo para tener dinamismo. Los personajes ya tienen acciones (animaciones) prediseñadas para cada ocasión y se utilizan diferentes dispositivos de entrada (teclado, joystick, tableta, etc) para ejecutarlas. Por ejemplo, cuando un personaje no está "en acción", ya tiene asignada una animación (en términos de videojuegos, se le llama "idle" o "inactivo") donde se mueve muy poco, dando la impresión de "estar vivo". Pueden haber movimientos de respiración, movimientos mínimos de la cabeza o de los brazos, incluso, puede rascarse cada tanto. A partir de los dispositivos de entrada, pueden saludar, bailar, señalar hacia algún lugar, reírse, llorar, etc.
Este tipo de control es básico y puede ser utilizado por cualquier persona. Es lo más parecido a jugar un videojuego.

### Waldo puppetry
La marioneta digital es controlada en tiempo real por un marionetista que usa un dispositivo de entrada telemétrico, conocido como "Waldo" (por la historia "Waldo (short story)" de Robert A. Heinlein, donde se presenta a alguien que inventa y usa este dispositivo), conectado a una computadora. Los movimientos sobre los ejes X-Y-Z generan el movimiento correspondiente en la marioneta. Esta sería la forma más parecida al manejo de una marioneta real.

### Sensores Magnéticos
Es una tecnología desarrollada en los años 70. Se coloca una unidad central que emite pulsos magnéticos y que son captados por sensores colocados en la superficie del cuerpo. El sistema analiza la fuerza de los campos magnéticos en cada uno de los sensores para crear la animación en tiempo real. Este sistema ha sido utilizado por Medialab en muchas de sus producciones.

### Sensores Ópticos

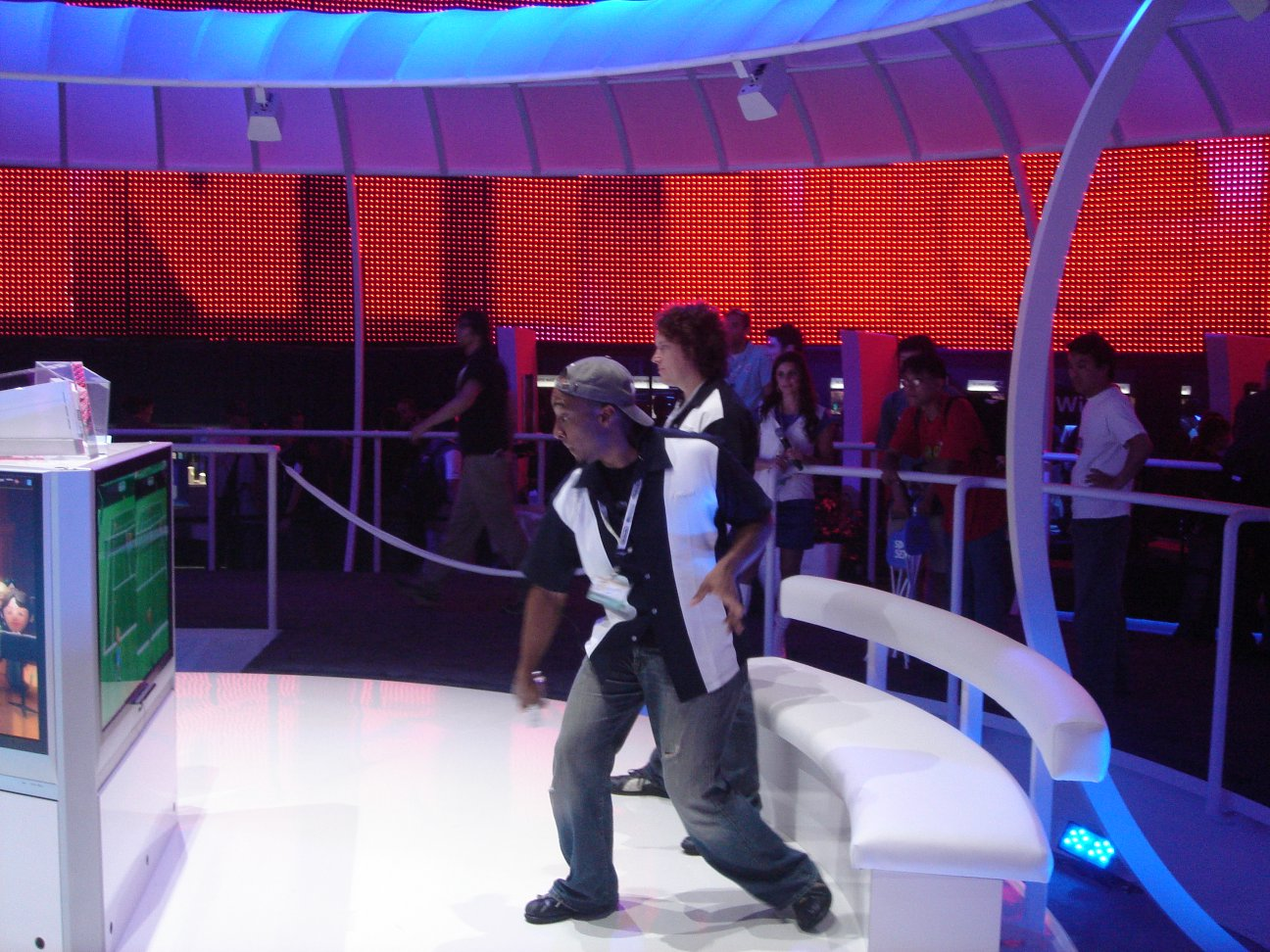
Sensores de movimiento

Se basan en la utilización de cámaras. El sistema analiza la imagen capturada en busca de unos puntos de referencia situados en el cuerpo del intérprete, para calcular sus movimientos y aplicarlos entonces al personaje digital.
En un principio se utilizaban luces infrarrojas como puntos de referencia. Posteriormente, gracias a los avances de computación gráfica, los nuevos sistemas son capaces de analizar cualquier tipo de imagen en busca de puntos de referencia. Un ejemplo de esto es el reconocimiento facial, gracias al cual se puede animar un personaje para conseguir expresiones faciales realistas.
También, es muy usada la Kinect para este tipo de controles.

### Machinima
Una técnica de producción que puede ser usada para hacer actuar a marionetas digitales. Machinima involucra imágenes generadas por computadora, usando motores 3D de videojuegos. Los jugadores actúan las escenas en tiempo real, usando personajes y configuraciones propias del juego, resultando un video grabado y posteriormente editado para terminar en una película.